# Neuroetică
Neuroetica (engl.: neuroethics) este o disciplină relativ nouă, la granița între neuroștiințe și filosofie. Cercetătorii nu sunt unanimi în delimitarea domeniilor aparținând neuroeticei. Unii dintre ei consideră neuroetica drept sub-capitol al bioeticei, având ca domeniu de cercetare evaluarea morală a metodelor tehnologice folosite în neuroștiință. William Safire definește neuroetica (2006) drept "domeniu al filosofiei care discută din punct de vedere moral metodele de tratament care au ca scop ameliorarea funcțiilor creierului". Teme caracteristice ale neuroeticei, înțeleasă astfel, ar fi: În ce măsură se poate interveni în funcțiile cerebrale în scopul vindecării unor boli sau pentru a îmbunătății capacități cognitive, ca atenția sau memoria? Majoritatea cercetătorilor, însă, aplică termenul de neuroetică într-o accepțiune mult mai largă, punând pe primul plan relațiile dintre noile cunoștințe din domeniul neuroștiințelor și valorile morale, cum sunt simțul de responsabilitate al cercetătorului în raport cu libertatea de acțiune, raționalitatea și personalitatea umană. Neuropsihologul american Michael Gazzaniga consideră drept pincipale domenii ale neuroeticei "problemele legate de noțiunea de boală, normalitate, mortalitate, calitatea și filosofia vieții, care derivă din înțelegerea noastră asupra mecanismelor de bază ale creierului" (2005), pe scurt, importanța cercetărilor privind funcționarea creierului pentru conștiința de sine a oamenilor.

## Istoric
Neuroetica, ca disciplină de sine stătătoare, este de dată relativ recentă. Totuși, unele din temele neuroetice au fost dezbătute și în trecut, în special problema relației dintre aspectele moral-psihologice și cele biologice ale omului. Deja David Hume și Immanuel Kant au discutat aparenta contradicție ce rezultă din faptul că omul este, pe de o parte, un individ liber și responsabil de sine, iar pe de alta, aparține unui sistem biologic determinat de legi stricte ale naturii. Hume afirma că această contradicție ar fi superficială, cele două aspecte fiind compatibile. Kant abordează această problemă în cadrul teorei lui asupra exisenței a "două lumi": el susține că oamenii reprezintă sisteme determinate doar ca apariție, acțiunea determinantă a legilor naturii în lumea lucrurilor "în sine" fiind lipsită de sens. Întru cât despre lumea dincolo de aparența fenomenelor nu se poate face nicio afirmație sigură, libertatea voinței - după Kant - rămâne doar un ideal, către care omul trebuie să se orienteze.
Multe din problemele neuroeticei aparțin însă actualității imediate. Aceasta rezultă din faptul că cele mai multe procedee tehnologice aplicate în cercetarea creierului s-au dezvoltat în a doua jumătate a secolului al XX-lea. O importanță deosebită a avut-o conferința pe tema neuroeticei organizată la San Francisco în anul 2002. Referatele prezentate la această conferință au fost reunite într-un volum care, pentru prima dată, avea ca titlu "Neuroetica" (Steven Marcus: Neuroethics: mapping the field. Dana Press, New York 2002). Problematica astfel dezvoltată intră mai mult în preocupările cercetătorilor ce aparțin neuroștiințelor (Eric Kandel, Martha Farah, Michael Gazzaniga, Howard Gardner, Judy Illis) și mai puțin în cadrul filosofiei (Patricia Churchland, Thomas Metzinger). O activitate deosebită este desfășurată în "Neuroethics Imaging Group" de la Stanford University (USA) și în "Unité de Recherche en Neuroéthique" din Montreal (Canada). În anul 2006 a fost înființată în USA "Societatea de Neuroetică" (Society for Neuroethics).

## Punctul de vedere filosofic
În timp ce în domeniul neuroștiințelor problemele de neuroetică sunt tot mai mult discutate, din partea filosofilor se constată o oarecare reticență. Multe din problemele actuale ale neuroeticei sunt încă de mult subiecte de dezbatere ale filosofiei în general. Adina Roskies , cercetătoare la "Dartmouth College" (Hanover/New Hampshire), face deosebirea între "etica neuroștiinței" și "neuroștiința eticei" (2002).

### Etica neuroștiințelor
Etica neuroștiințelor este o disciplină filosofică care are ca obiect evaluarea morală din punctul de vedere al filosofiei a rezultatelor oținute în cercetările neuroștiințifice. Se face deosebirea între o etică generală și o etică aplicată a neuroștiințelor.
- Etica generală a neuroștiințelor cercetează rolul pe care îl joacă rezultatele obținute în neuroștiințe pentru înțelegerea generală a subiectelor morale. Pentru majoritatea autorilor, libertatea deciziei este o condiție obligatorie în evaluarea cercetărilor înteprinse. Cercetătorii din domeniile neuroștiințelor consideră totuși creierul omenesc ca un sistem biologic, care este în întregime determinat de experiențele trăite și de inpulsurile (input) prezente. Neuroetica se întreabă însă, cum se pot explica din acest punct de vedere noțiuni ca "persoană", "simț de răspundere", "sentiment de vinovăție" sau "raționalitate". Ele nu își găsesc locul în descrierea dinamicei neuronale realizată de cercetătorii funcțiunilor creierului. În filosofie, oamenii sunt considerați drept sisteme biologice determinate și, în același timp, ființe libere cu proprie răspundere. Pentru explicarea aceastei dualități neuroștiințele nu au găsit până acum un răspuns pertinent. Neurobiologul Antonio Damasio (1997) subliniază în această privință rolul hotărâtor al cortexului prefrontal în controlul luării deciziilor morale.
- Etica aplicată a neuroștiințelor analizează legitimitatea tehnologiei și a proiectelor de cercetare a funcțiilor creierului. De exemplu, referitor la neuroimagistică: În ce măsură se poate justifica din punct de vedere moral aplicarea rezonanței magnetice funcționale (fRMI) ca metodă de detectare a minciunilor? Nu reprezintă această metodă o intervenție în personalitatea liberă a subiectului? Alte exemple se referă la domeniul neurochimiei. Există posibilitatea modificării unor activități cerebrale cu ajutorul substanțelor psihofarmacologice, ceea ce permite tratamentul psihozelor cu neuroleptice sau creșterea temporară a performanțelor cognitive cu ajutorul psihoanalepticelor. Aceste aspecte au devenit brizante din momentul în care folosirea substanțelor psihofarmacologice a depășit cadrul indicațiilor medicale.

### Neuroștiința eticei
Neuroștiința eticei are ca obiect cercetarea proceselor cerebrale corelate cu activitățile cognitive și cu stările afective având o semnificație morală. Rezultatele acestor cercetări au deocamdată doar un aspect descriptiv, în timp ce etica este o disciplină normativă, ea stabilește "ceea ce ar trebui să fie". Știind cum "este" lumea, nu este suficient pentru a stabili cum ar trebui "să fie" lumea. În consecință, ca disciplină descriptivă, neuroștiința eticei nu este parte constitutivă a eticei, rezultatele sale sunt însă importante pentru dezbaterile asupra valorilor morale. Premizelor descriptive li se atribuie un rol major în argumentările etice. Din aceasta rezultă semnificația filosofică morală a cunoștințelor neuroștiințifice.

## Neuroetica generală
În dezbaterile cu privire la delimitarea domeniului aparținând neuroeticei, o poziție centrală o are deosebirea dintre două fațete ce rezultă din descrierea ființei umane. Pe de o parte, omul ne apare ca o ființă cu dorințe, simțăminte și convingeri, pe de alta, ca sinteză a unor sisteme biologice. Daniel Dennett (1989) accentuează această deosebire, analizând nivelul personal și cel subpersonal în care este încadrat omul.

### Nivelul personal și subpersonal
Este evident că cercetările vizând aspectele morale se referă la nivelul personal al ființei umane, în măsura în care omul acționează liber, răspunzător de deciziile sale. Descrierile neurobiologice, în schimb, au ca obiect nivelul subpersonal, fără semnificație etică. Ar fi lipsit de sens să se spună că o activitate neuronală ar fi răspunzătoare sau vinovată de ceva. Pentru neuroetică raportul dintre cele două nivele are o semnificație primordială. Se poate oare conchide din progresele făcute la nivelul biologic subpersonal că normele morale acceptate în mod general (nivel personal) își pierd tot mai mult din semnificația inițială și ar trebui în consecință înlăturate? Majoritatea filosofilor, indiferent de poziția lor metafizică - dualistă sau monistă - dau un răspuns negativ la această întrebare. Numai materialiștii eliminativi consideră că descrierea omului la nivel personal este falsă și ar trebui înlocuită cu o prezentare din perspectivă exclusiv neurobiologică.
Filosofii dualiști consideră că manifestările omului la nivelul personal al categoriilor morale se bazează pe un spirit imaterial, în timp ce noțiunile referitoare la nivelul biologic subpersonal derivă din activitatea materială a creierului. În consecință, între cele două nivele nu s-ar putea stabili o legătură strânsă, întru cât fiecare nivel se manifestă în domenii diferite ale realității. Majoritatea filosofilor contemporani se situează pe poziții metafizice moniste și resping ideea existenței a două realități diferite. Ei reduc (reducționism) problema la o soluție simplă: nivelul personal are o realitate proprie care se explică prin nivelul biologic subpersonal, ambele cu aceeași semnificație valorică, totul depinzând de perspectiva din care este analizată problema.

### Libertatea deciziei sauliberul arbitru
Impresia existenței unui conflict între nivelul moral (personl) și cel neurobiologic (subpersonal) duce în mod necesar la întrebarea privind existența unei libertăți în luarea deciziilor (liberul arbitru). Atribuirea unei valori morale în luarea unei decizii presupune libertatea de acțiune a persoanei. Acest fapt este reflectat juridic de codul penal în constatarea vinovăției. Mulți reprezentanți ai neuroștiințelor consideră însă că acțiunile omenești sunt produsul modificărilor neuronale din creier, determinate de procesele biologice precedente și de permanentul flux de informații aferente (input) și, în consecință se pot desfășura numai ca atare și nu într-alt mod. Dacă o persoană, de exemplu, dă cuiva o lovitură, prin investigații neuroimagistice funcționale se pot constata anumite activități în creier, de unde pornesc semnale către mușchi, prin care se realizează lovitura. Din acest punct de vedere "liberul arbitru" n-ar mai avea nicio semnificație, totul reducându-se la procese neurobiologice determinate. O asemenea poziție are o semnificație enormă în interpretarea normativelor etice. Refuzul libertății în luarea unei decizii implică incapacitatea unei persoane de a acționa după propria sa voință și, în consecință, absența oricărei responsabilități morale sau juridice. În interesul comunității, delicvenții trebuie izolați sau tratați, o vinovăție nu s-ar putea însă stabili cu siguranță, ideea de pedeapsă devenind astfel incoerentă.
Există diverse strategii pentru ieșirea din această dilemă. Majoritatea filosofilor contemporani se situează pe poziția denumită în terminologia recentă de specialitate drept "compatibilism". Conform acestui punct de vedere, contradicția dintre liberul arbitru și determinism este doar de suprafață și, la o examinare mai amănunțită, este lipsită de orice substanță. Eroarea fundamentală constă în identificarea libertății cu absența oricărei determinări. Dacă libertatea nu ar fi în niciun chip determinată, atunci voința n-ar fi liberă, ci întâmplătoare. "A fi liber" nu poate deci însemna "a nu fi prin nimic determinat". Mult mai important este să se pună în evidență factorii care pot "limita" libertatea de acțiune. Compatibilismul susține că omul este liber atunci când voința lui este determinată de propriile sale gânduri și convingeri. Lipsit de libertate este acela a cărui voință este independentă de propria sa convingere. O asemenea concepție - reprezentată mai ales în scrierile lui Daniel Dennett (2007) și Peter Bieri (2001) - anulează aparentul conflict dintre libertate și determinism. Acest curent își are originea în filosofia lui David Hume, care considera că libertatatea de acțiune și limitarea luării decizilor datorită diferențelor în trăsăturile de caracter, convingeri și dorințe sunt perfect compatibile, liberul arbitru bazându-se tocmai pe capacitatea luării unei decizii conform dispoziției psihologice de moment.
Nu toți cercetătorii sunt de acord cu concluziile compatibiliste. Karl Popper (filosof) și John Eccles (neurofiziolog), în monografia publicată în comun "The Self and Its Brain" (1992), păstrează ideea de libertate a voinței, renunțând însă la conceptul de determinism. Prin activitățile spirituale se manifestă voința liberă lipsită de limite.

## Neuroetica aplicată

### Îmbunătățirea condiției umane
Problema centrală a dezbaterilor pe această temă (Eric Parens, 1998) constă în a da un răspuns la chestiunea: este legitim să se îmbunătățească ("enhancement") capacitățile cognitive și emoționale ale omului cu ajutorul tehnologiilor moderne? Cei ce dau un răspuns afirmativ la această întrebare argumentează că asemenea procedee - în anumite situații chiar necesare - sunt deja încetățenite. Astfel, preparatele neuroleptice intervin în desfășurarea proceselor neuronale și sunt [avantajoase, întru cât ameliorează comportamentul pacienților cu psihoze. Prin progresul neurotehnologiilor, ar fi posibil să se intervină în mod pozitiv și în cazul persoanelor normale, de exemplu în amplificarea capacităților de atenție și de concentrare sau ale memoriei. Sistemele de educație, ce pot fi asimilate unui proces tehnologic, au în fond același scop, îmbunătățirea capacităților cognitive, iar, prin modificările activităților neuronale datorite procesului de învățare, reprezintă și ele o intervenție în funcțiile cerebrale ale unei persoane normale. Adversarii acestui punct de vedere afirmă că este necesar să se facă deosebirea între intervențiile cu indicație medicală și cele aplicate eventual la persoane normale. Nu există niciun motiv plauzibil pentru a "perfecționa" condiția umană sau a crea "elite" în mod artificial, pentru că nu există nici un criteriu pentru a defini "omul ideal".  Asemenea încercări nu sunt lipsite de pericol și sunt dubioase din punct de vedere moral, având riscul unei dependențe economice și politice a masei populației față de posesorii tehnologiilor, respectiv deținătorii puterii, comparația cu metodele pedagogice fiind deadreptul forțată.

### Explorarea funcțiilor creierului

Rezonanţă magnetică funcţională (fMRI). Imagine animată a creierului în timpul unei activări funcţionale a zonei motorii (culorile roşii şi galbene)

Tehnicile neuroradiologice moderne (Neuroimagistică) permit vizualizarea proceselor neuronale sau metabolice din creier în timpul diverselor activități spontane sau provocate. Deja, începând cu anul 1920, dezvoltarea unor metode electrofiziologice, în primul rând a electroencefalografiei (EEG) de către Hans Berger, a putut pune în evidență modificările electrice produse în creier, în stare normală sau patologicică. În neuroștiința cognitivă actuală se utilizează în special rezonanța magnetică nucleară funcțională (fMRI) și [[Tomografie cu emisiune de pozitroni|tomografia cu emisiune de pozitroni (PET). Cu ajutorul rezonanței magnetice funcționale se pot măsura activitățile cerebrale cu un înalt grad de rezoluție temporo-spațială, în timp ce tomografia cu emisiune de positroni permite punerea în evidență a modificărilor metabolice (consumul regional de oxigen sau de glucoză) în repaus precum și în timpul unor activități motorii sau cognitive. Aceste tehnici implică o serie de probleme etice, când se stabilesc relații neuronale cu modificări ale stării de conștiință. 

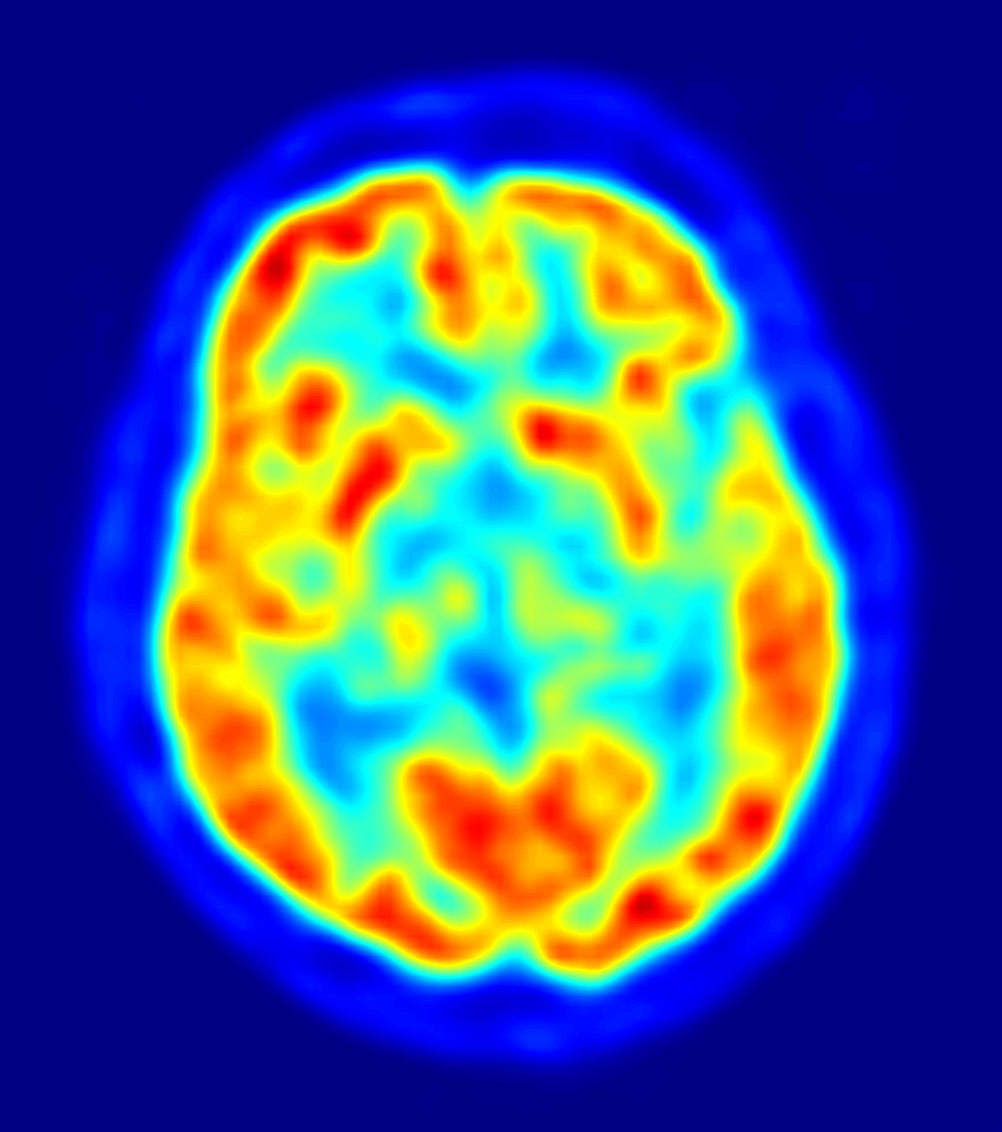
Tomografie cu Emisiune de Positroni (PET): Zonele colorate în roşu reprezintă o activitate metabolică crescută

Cum pot fi evaluate aceste metode din punct de vedre moral, în caz că ar deveni posibilă detectarea prin mijloace tehnice a faptului că o persoană gândește sau simte ceva, fără a afla acest lucru din propria sa relatare? Cum pot fi protejați oamenii de abuzuri, mai ales că datele furnizate de aceste metode nu sunt absolut exacte și pot fi modificate de sugestibilitatea subiecților?
O altă problemă rezultă din faptul că aceste metode pot fi comercializate cu scopul detectării unor caracteristici ale personalității sau preferințelor unor persoane ce ar fi angajate în industrie sau în funcții administrative. Datorită posibilității înregistrării unei prelucrări inconștiente a informațiilor, există deja tendința de a utiliza aceste metode în publicitate.
Asemenea probleme au deocamdată un caracter empiric fără consecințe normative imediate. Stabilirea unor relații concluzive între documentarea descriptivă a activității neuronale și normativele comportamentale ar fi o greșeală metodologică, fapt recunoscut de majoritatea cercetătorilor. Totuși, în anumite situații concrete, rezultatele investigațiilor neuroștiințifice pot influența evaluarea morală a unei acțiuni. O persoană care, datorită unei leziuni a creierului, nu mai este capabilă să mențină sub control impulsurile și reacțiile afective va fi altfel încadrată moral sau juridic decât o persoană normală.

### Semnificația juridică a cercetărilor neuroștiințifice

Sistemul limbic: corpul amigdaloid (în roşu)-[http://da.biostr.washington.edu/DA-ATLASES/Neuroanatomy/DAmovies/amygtrans.mov Imagine animată

În creier nu există un "centru al normelor morale". Comportamentul moral rezultă dintr-un schimb complex între emoții și judecăți, ce are loc în diverse regiuni ale creierului. Emoțiile sunt strâns legate de cortexul prefrontal ventro-medial și de corpul amigdaloid, ce aparține de sistemul limbic. Leziuni ale acestor regiuni pot provoca o pierdere a reacțiilor emotive. Din aceste constatări rezultă pentru neuroetică o serie de probleme, cum ar fi responsabilitea morală și juridică a persoanelor cu asemenea leziuni, în cazul comiterii unui delict. Aceste persoane pot fi etichetate ca delicvenți sau ca pacienți? Delimitarea nu este totdeauna ușoară, cum ar fi cazul delicvenților sexuali. Pe de o parte li se recunoaște responsabilitatea, fiind capabili de discernământ moral,  
și li se aplică o pedeapsă privativă de libertate (necesitatea protecției societății), în același timp însă sunt supuși unui tratament medical.